# Verwaltungsgemeinschaft Holzheim
Die Verwaltungsgemeinschaft Holzheim liegt im schwäbischen Landkreis Dillingen an der Donau und wird von folgenden Gemeinden gebildet:
1. Aislingen, Markt, 1317 Einwohner, 19,35 km²
2. Glött, 1099 Einwohner, 10,99 km²
3. Holzheim, 3777 Einwohner, 40,86 km²

Sitz der Verwaltungsgemeinschaft ist Holzheim.